# Johnny Sequoyah
Johnny Sequoyah Friedenberg (* 25. Oktober 2002 in Boise, Idaho) ist eine US-amerikanische Schauspielerin.

## Leben
Johnny Sequoyah wurde in Boise im US-Bundesstaat Idaho als Tochter der Produzentin Heather Rae und des Regisseurs und Drehbuchautors Russell Friedenberg geboren. Bereits im Alter von acht Jahren begann Johnny Sequoyah mit der Schauspielerei. Erste Statistenrollen hatte sie ab 2013 in der Filmkomödie Ass Backwards – Die Schönsten sind wir und im Filmdrama I Believe in Unicorns. Ihre erste Hauptrollen spielte sie in der kurzlebigen NBC-Serie Believe. Sie war dort als Bo Adams, ein Mädchen mit übernatürlichen Fähigkeiten, zu sehen.
Im Anschluss hatte sie größere Rollen in den Filmen ihres Vaters, der Tragikomödie Among Ravens (2014) und dem Horror-Thriller Wind Walkers – Jagd in den Everglades (2015), auf. 2016 wurde sie für die Hauptrolle der Taylor Otto in der ABC-Sitcom American Housewife gecastet, aber nach der Pilotfolge durch Meg Donnelly ersetzt. Bekannt wurde sie in der Hauptrolle der Audrey Bishop in der Showtime-Serie Dexter: New Blood.

## Filmografie (Auswahl)
- 2013: Ass Backwards – Die Schönsten sind wir (Ass Backwards)
- 2014: I Believe in Unicorns
- 2014: Believe (Fernsehserie, 13 Folgen)
- 2014: Among Ravens
- 2015: Wind Walkers – Jagd in den Everglades (Wind Walkers)
- 2016: Albion: Der verzauberte Hengst (Albion: The Enchanted Stallion)
- 2016: American Housewife (Fernsehserie, Folge 1x01)
- 2021–2022: Dexter: New Blood (Miniserie, 10 Folgen)